# Heckeldora leonensis
Heckeldora leonensis är en tvåhjärtbladig växtart som först beskrevs av Hutch. & Dalziel, och fick sitt nu gällande namn av E.J.M.Koenen. Heckeldora leonensis ingår i släktet Heckeldora och familjen Meliaceae. Inga underarter finns listade i Catalogue of Life.